# Triurbir
Triurbir es el acrónimo del nombre: Triángulo Urbano Ibérico Rayano en español o Triângulo Urbano Ibérico-Raiano en portugués, asociación formada por las ciudades españolas de Plasencia, Cáceres y la portuguesa de Castelo Branco cuyo objetivo principal es el desarrollo y la dinamización de los tres municipios aprovechando las ayudas y los programas de desarrollo transfronterizo ofrecidos por la Unión Europea.
Triurbir pretende unir las tres ciudades en los ámbitos social, cultural y económico, así como trabajar conjuntamente en las áreas de juventud y turismo. También pretende realizar proyectos mutuos de desarrollo de nivel regional y local.
La asociación comenzó su andadura el 7 de febrero de 1997, con una presidencia rotativa y alternada de cada una de las ciudades partícipes. La primera presidencia la ostentó la ciudad de Castelo Branco.
En 2007 la ciudad de Portalegre solicitó su entrada en la red y fue aprobada por unanimidad.
- Datos: Q6152966

1. ↑  Fuente: INE, Instituto Nacional de Estadística. (01-01-2006). Real Decreto 1627/2006, de 29 de diciembre